# Jagdsinfonie (Leopold Mozart)
 (avril 2021).
Si vous disposez d'ouvrages ou d'articles de référence ou si vous connaissez des sites web de qualité traitant du thème abordé ici, merci de compléter l'article en donnant les références utiles à sa vérifiabilité et en les liant à la section « Notes et références ».
La Jagdsinfonie ou Sinfonia da caccia est une symphonie en sol majeur de Leopold Mozart pour quatre cors et cordes. Elle est titrée pour corno da caccia, cordes et coups de feu, dans une naturalisme que l'on retrouve dans les autres œuvres de ce compositeur.

## Descriptif

### Mouvements
Cette symphonie contient les quatre mouvements traditionnels fixés durant la période classique.
- Vivace
- Andante
- Menuet
- Trio.

### Effectif
- Premiers violons
- Seconds violons
- Violoncelles
- Contrebasses
- Cor 1
- Cor 2
- Cor 3
- Cor 4